# Albertus Nicolaas Nap

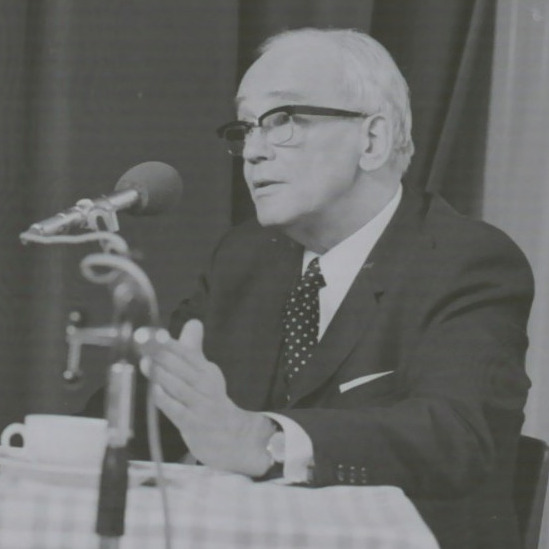
Albertus Nicolaas Nap (1972)

Albertus Nicolaas Nap (Schagerbrug, 9 juli 1911 – Sleen, 12 juni 1983) was een Nederlands politicus van de PvdA.
Hij werd geboren als zoon van Darius Nap (1875-1948; bakker) en Grietje Kos (*1877). Na de hbs begon hij zijn ambtelijke carrière als volontair bij de gemeentesecretarie van Alkmaar. Eind 1930 werd hij daar schrijver, waarna promotie volgde tot klerk (1933) en adjunct-commies (1936). In 1939 ging hij als commies-redacteur werken bij het 'Openbaar Lichaam De Wieringermeer'. In 1941 werd Wieringermeer een zelfstandige gemeente en het jaar erop volgde hij daar A. Blaauboer op als gemeentesecretaris. Tien jaar later werd Nap benoemd tot gemeentesecretaris van Emmen. In november 1963 volgde zijn benoeming tot burgemeester van Veendam welke functie hij zou blijven uitoefenen tot zijn pensionering in augustus 1976. Midden 1983 overleed hij op 71-jarige leeftijd. De voormalige 'Burgemeester Napschool' in Veendam was naar hem vernoemd.